# Jakub Rosenthal
Jakub Rosenthal, także Rosental (ur. 22 czerwca 1844 w Warszawie, zm. 4 lutego 1912 tamże) – polski lekarz ginekolog i położnik żydowskiego pochodzenia. 

## Życiorys
Urodził się w Warszawie w rodzinie żydowskiej, jako syn lekarza Dawida Rosenthala (1808–1889) i Doroty z domu Giwartowskiej (1813–1878). Ukończył gimnazjum w rodzinnym mieście i uczęszczał na kursy przygotowawcze do Szkoły Głównej Warszawskiej. Od 1862 studiował na Wydziale Lekarskim Głównej Szkoły Warszawskiej. W latach 1863–1865 na Uniwersytecie Fryderyka Wilhelma w Berlinie, po 1865 z powrotem na uczelni w Warszawie; ukończył ją w 1869 otrzymując tytuł lekarza. W trakcie studiów związał się ze Szpitalem Starozakonnych w Warszawie, w 1870 został ordynatorem, od 1899 był starszym ordynatorem na oddziale wewnętrznym dla kobiet, z czasem przekształconym w oddział ginekologiczny. W 1905 został pomocnikiem lekarza naczelnego nowego Szpitala Starozakonnych (na Czystem). Członek Towarzystwa Naukowego Warszawskiego, akuszer miasta Warszawy z godnością radcy stanu. Autor około 40 prac naukowych.

## Wybrane prace
- Postępowanie przy łożysku przodującym. Medycyna i Kronika Lekarska (1910)
- Poradnik lekarski dla kobiet. Warszawa, 1875
- Przypadek pooperacyjnego ostrego bezwładu żołądka z następczem rozszerzeniem jego. Medycyna (1907)
- Samodzielnie trzymający się rozszerzacz dla powłok brzusznych. Medycyna i Kronika Lekarska (1908)
- Przyczynek do stosowania cięcia nadłonowego poprzecznego powięziowego Pfannenstiel'a przy cięciach brzusznych. Medycyna i Kronika Lekarska (1908)